# Bishopiana
Genre
Bishopiana est un genre d'araignées aranéomorphes de la famille des Linyphiidae.

## Distribution
Les espèces de ce genre se rencontrent en Russie et en Chine.

## Liste des espèces
Selon World Spider Catalog (version 16.5, 31/07/2015) :
- Bishopiana glumacea (Gao, Fei & Zhu, 1992)
- Bishopiana hypoarctica Eskov, 1988

## Publication originale
- Eskov, 1988 : Seven new monotypic genera of spiders of the family Linyphiidae (Aranei) from Siberia. Zoologičeskij Žurnal, vol. 67, p. 678-690.